# Кисельов Тихін Якович
Ти́хон Я́кович Кисельов (біл. Ціхан Якаўлевіч Кісялёў; 30 липня (12 серпня) 1917 — 11 січня 1983) — радянський державний і партійний діяч. Член ВКП(б) з 1940 року. Член ЦК КПРС у 1961—1983 роках. Кандидат у члени Політбюро ЦК КПРС (з 21 жовтня 1980 по 11 січня 1983). Депутат Верховної Ради СРСР 4—10-го скликань (1954—1983). Член Президії Верховної Ради СРСР (1980—1983). Герой Соціалістичної Праці (11.08.1977).

## Біографія
Народився в селі Огородня-Кузьміницька (нині Добруського району Гомельської області, Білорусь) у старообрядовій селянській родині. Батька втратив у два роки.
Закінчив Речицьке педагогічне училище (1936), заочно Гомельський педагогічний інститут (1941), ВПШ при ЦК ВКП(б) (1946).
З 1936 року на педагогічній роботі в школах Єльського району Гомельської області, викладав білоруську мову й літературу.
З початком війни не був призваний за станом здоров'я, евакуйований. У 1941–1944 роках — викладач, директор школи в Сталінградській області.
У 1944 році — інструктор Гомельського обласного комітету КП(б) Білорусі.
У 1944—1946 роках — слухач Вищої партійної школи при ЦК ВКП(б).
У 1946—1948 роках — керівник лекторської групи Брестського обласного комітету КП(б) Білорусі.
У 1948 році — завідувач відділу шкіл Управління пропаганди і агітації ЦК КП(б) Білорусі.
У 1948—1952 роках — заступник завідувача, завідувач відділу агітації та пропаганди ЦК КП(б) Білорусі.
У 1952 — серпні 1955 року — 1-й секретар Брестського обласного комітету КП Білорусі.
29 липня 1955 — 28 липня 1956 року — секретар ЦК КП Білорусі.
28 липня 1956 — 9 квітня 1959 року — 2-й секретар ЦК КП Білорусі.
З 9 квітня 1959 по 11 грудня 1978 року — голова Ради міністрів Білоруської РСР. У червні 1967 року очолював делегацію БРСР на V Надзвичайній спеціальній сесії Генеральної Асамблеї ООН.
З 5 грудня 1978 по 23 жовтня 1980 року — 1-й заступник голови Ради міністрів СРСР.
З 16 жовтня 1980 по 11 січня 1983 року — 1-й секретар ЦК Комуністичної партії Білорусі.
Помер від раку 11 січня 1983 року в Мінську. Похований на Східному кладовищі Мінська.

### Родина
Дружина Ніна Федорівна Лапицька, дочки Людмила й Ангеліна, онуки Ірина й Тихон.

## Нагороди
- Герой Соціалістичної Праці (11.08.1977)
- п'ять орденів Леніна (18.01.1958, 11.08.1966, 27.08.1971, 12.12.1973, 11.08.1977)
- орден Жовтневої Революції (26.03.1982)
- орден «Знак Пошани» (30.12.1948)
- медаль «За трудову доблесть» (25.12.1959)
- медалі

## Пам'ять
Його іменем названо вулиці у Мінську та Гомелі.